# Lijnbaansgracht 246
Lijnbaansgracht 246 is een gebouw in Amsterdam-Centrum.
Het is gelegen aan de Lijnbaansgracht even ten zuiden van de plaats alwaar, die gracht weer uit haar overkluizing onder de Stadsschouwburg en het Kleine-Gartmanplantsoen tevoorschijn komt. Het pand heeft de gedaante van een 17e-eeuws koopmanshuis, maar dateert vermoedelijk uit de 18e eeuw. Het vertoont de uiterlijke kenmerken van bijvoorbeeld het Odeon. Echter waar het Odeon aan de voorgevel allerlei versieringen heeft zoals een risaliet, klauwstukken en oeils de boeuf werd aan de Lijnbaansgracht een gebouw neergezet ontdaan van allerlei versieringen. Het monumentenregister noteerde het gebouw vanwege zijn (versoberde) puntgevel uit de late 18e eeuw. Het kreeg daarbij sinds 14 juli 1970 (vermoedelijke de invoerdatum in de administratieve systemen) de status van rijksmonument.
Wat echter het meest opvallende aan het gebouw is, is de hoogte van het gebouw. Het heeft een begane grond met daarboven vijf laadvloeren met daarboven weer de hijsbalk. De belendende gebouwen komen niet verder dan drie of vier verdiepingen.
Vanaf 1965 kent het gebouw een horecabestemming. In dat jaar opende de Continental Bodega hier zijn deuren. Er konden wijnen geproefd worden, maar vooral sherry. Vanaf de begin jaren negentig vestigden zich hier diverse eethuisjes (na elkaar). De bovenetages dienen dan tot (gerenoveerde) appartementen.

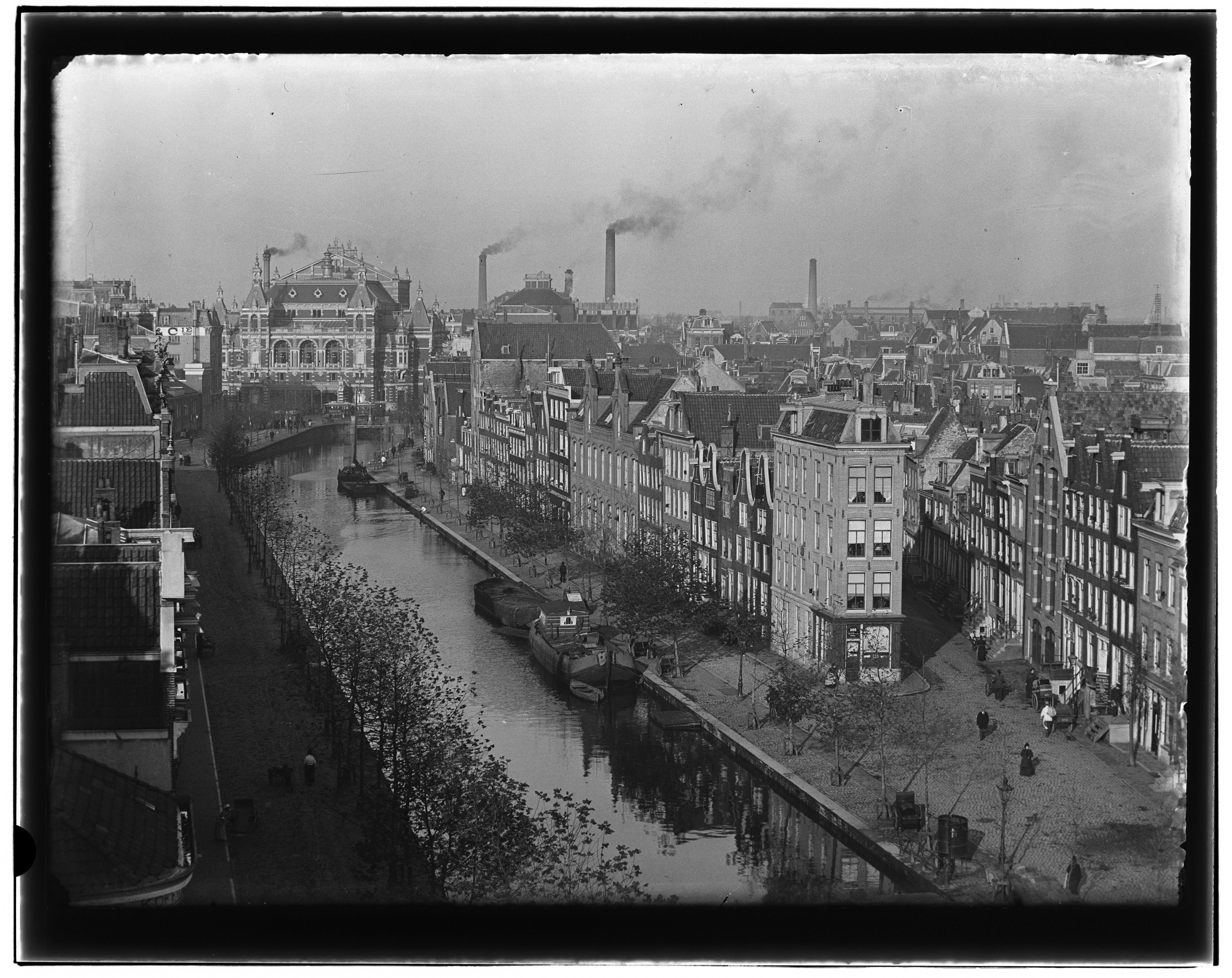
Het gebouw onder de twee zwaar rokende schoorstenen steekt boven zijn omgeving uit, door Jacob Olie in 1894, het stuk Lijnbaansgracht vanaf de knik werd pas in 1913/1914 gedempt